# Bajka o carze Sałtanie
Bajka o carze Sałtanie, o jego synu, sławnym i potężnym bohaterze księciu Gwidonie Sałtanowiczu, i o pięknej księżniczce Łabędzicy (ros. Сказка о царе Салтане, о сыне его славном и могучем богатыре князе Гвидоне Салтановиче и о прекрасной царевне Лебеди, inna wersja tytułu: Baśń o królu Sałtanie, o jego synu, słynnym i potężnym bohaterze Gwidonie, i o pięknej królewnie Łabędziu, tytuł skrócony: Bajka o carze Sałtanie) – rosyjska baśń wierszowana autorstwa Aleksandra Puszkina, napisana przez niego w 1831 roku. Po raz pierwszy wydana rok później. Na język polski była tłumaczona przez trzech autorów: w 1924 roku – przez Bolesława Londyńskiego, w 1951 roku – przez Jana Brzechwę oraz w 2010 roku – przez Andrzeja Lewandowskiego.

## Geneza
Pomysł na napisanie Bajki o carze Sałtanie pojawił się u Aleksandra Puszkina w 1828 roku. Początkowo poeta miał zamiar pisać tekst, przeplatając prozę i poezję, ale zrezygnował z tego pomysłu na rzecz wiersza. Bajka jest autorską interpretacją baśni ludowej, zanotowanej przez poetę w dwóch wariantach. Autor poukładał wątki fabuły w logiczną całość, zaburzoną na skutek przekazów ustnych. Wiele wątków jest oryginalnych, jednak w utworze został zachowany charakter ludowy. Bajka o carze Sałtanie została napisana rymowanym czterostopowym trochejem, naśladującym poezję ludową. Długi tytuł również nawiązuje do tradycji opowieści ludowych.
W bajce dominują dwa wątki. Pierwszy dotyczy życia oczernionej przez złe języki żony i ujawnienia prawdy o intrygach. Drugi temat przewodni jest pomysłem Puszkina. Dotyczy obrazu idealnego państwa. Nie ma w nim biedy, ponieważ nawet wiewiórka gryzie złote orzeszki, a granic strzegą uzbrojeni rycerze.

## Fabuła
Trzy siostry rozmawiają o tym, co by każda uczyniła, gdyby poślubił ją car Sałtan. Pierwsza obiecuje nakarmić ludzi chlebem, druga – utkać dla wszystkich szaty, trzecia – urodzić carowi syna bohatera. Sałtan, który podsłuchuje rozmowę, wybiera na żonę najmłodszą prządkę. Wraz z nią na dwór udają się jej siostry, które planują zgubić carową. Starsza zostaje kuchtą, średnia – tkaczką.
Wybucha wojna i car wyjeżdża. Podczas jego nieobecności królowa powija syna Gwidona. Jej siostry wraz ze swatką Babarychą oczerniają carową przed Sałtanem, informują, że urodził mu się dziwoląg. Car w gniewie rozkazuje wsadzić żonę z dzieckiem do osmolonej beczki i wrzucić do morza. Morze wyrzuca więźniów na bezludną wyspę Bujan. Carewicz robi łuk i idzie na polowanie, podczas którego ratuje zaklętą w łabędzia dziewczynę. W podzięce łabędzica wyczarowuje nad morzem miasto, gdzie carewicz rozpoczyna wraz z matką rządy.
Kupcy, którzy przybywają na Bujan, roznoszą po całym świecie wieść o mieście Gwidona. Sałtan pragnie je zobaczyć, jednak kucharka, tkaczka i Babarycha wynajdują powody, by zatrzymać cara w domu. Zamieniony przez łabędzicę w trzmiela Gwidon trzykrotnie odwiedza ojca i przysłuchuje się rozmowom podczas uczty. Dowiaduje się o cudownych zjawiskach i stworach na świecie i prosi łabędzicę, aby przeniosła je do miasta na wyspie. Pierwszym cudem jest śpiewająca wiewiórka, mieszkająca w kryształowym domku, gryząca złote orzeszki ze szmaragdowymi jądrami. Drugim – trzydziestu trzech bohaterów na czele z Czarnomorem, którzy wyłaniają się z morza. Trzecim – piękna carówna, którą okazuje się być łabędzica.
Sława miasta wrasta na tyle, że Sałtan w końcu płynie do Gwidona. Podczas spotkania dowiaduje się o knowaniach szwagierek i swatki. Kobiety żałują swoich czynów, a Sałtan – pod wpływem radości ze spotkania z żoną i synem – przebacza im winy.

## Inspiracje
- Bajka o carze Sałtanie – opera z 1900 roku Nikołaja Rimskiego-Korsakowa
- Bajka o carze Sałtanie – film animowany z 1943 roku w reżyserii sióstr Walentiny i Zinaidy Brumberg
- Bajka o carze Sałtanie – film z 1966 roku w reżyserii Aleksandra Ptuszki
- Bajka o carze Sałtanie – film animowany z 1984 roku w reżyserii Lwa Milczina i Iwana Iwanowa-Wano
- Bajka o carze Saltanie – spektakl z 1999 roku reżyserii Băno Axionova